# Esperando una señal
Esperando una Señal es el nombre de la primera producción musical del cantante peruano Jaren. Fue el primer álbum editado en español en la carrera musical del cantante, y data del año 2005.

## Contexto
Se trata de un álbum que recopila 11 canciones compuestas por él mismo y otros autores, y que abarcan varios géneros musicales, desde la balada hasta la música baile.
El primer sencillo es Conmigo Volarás y el segundo sencillo Agua de Manantial que ganaron gran acogida no solo en mercado peruano sino también en el exterior, ganándose cuatro nominaciones a mejor canción, mejor solista, mejor álbum y mejor video[cita requerida].

## Lista de canciones
- 01 - Agua de Manantial
- 02 - Conmigo Volarás
- 03 - Dime que me Amas
- 04 - Quien eres Tú
- 05 - Seremos Luz
- 06 - Te Quiero Amar
- 07 - Será Primavera
- 08 - Ángel Azul
- 09 - Marrakesh
- 10 - Esperando una Señal
- 11 - Agua de Manantial - Dance Mix, Bonus Track

- Datos: Q5840181